# 18 января
18 января — 18-й день года  по григорианскому календарю.
До конца года остаётся 347 дней (348 дней в високосные годы).
До 15 октября 1582 года — 18 января по юлианскому календарю, с 15 октября 1582 года — 18 января по григорианскому календарю.
В XX и XXI веках соответствует 5 января по юлианскому календарю.

## Праздники и памятные дни
См. также: Категория:Праздники 18 января

### Религиозные

#### Католицизм
- Память святой Маргариты;
- память святой Приски;
- память Волузиана, епископа Турского[англ.].

#### Православие[2]
- Навечерие Богоявления (Крещенский сочельник);
- память священномученика Феопемпта, епископа Никомидийского и мученика Феоны (в Крещении Синесия) волхва (303);
- память преподобной Синклитикии Александрийской (ок. 350);
- память мученика Иосифа Беспалова и с ним 37-ми мучеников (1921);
- память мученицы Евгении Доможировой (1933);
- память священномученика Сергия Лаврова, пресвитера (1934);
- память мученика Матфея Гусева (1938);
- память пророка Михея (IX до н. э.);
- память преподобной Аполлинарии (ок. 470)[3];
- память преподобного Фостирия[4];
- память преподобного Мины Синайского (VI)[5];
- память преподобного Григория Акритского (ок. 820)[6];
- память преподобного Симеона Псково-Печерского (1960).

### Именины
- Католические: Волузиан, Маргарита, Приска
- Православные: Аполлинария, Григорий, Евгения, Иосиф, Лукиан, Матфей, Мина, Михей, Роман, Саис, Сергей, Симеон, Синесий, Синклитикия, Татьяна, Феоид, Феона, Феопемпт, Фома, Фостирий

## События
См. также: Категория: События 18 января

### До XX века
- 532 — в Константинополе подавлено восстание Ника; по ряду оценок погибло около 30 тыс. человек.
- 1486 — свадьба короля Англии Генриха VII и Елизаветы Йоркской, дочери Эдуарда IV.
- 1654 — состоялась Переяславская рада, на которой было принято решение о присоединении территории Войска Запорожского к Русскому царству.
- 1701 — в Кенигсберге произошло торжественное коронование Фридриха I, принявшего титул Короля Пруссии.
- 1778 — английский мореплаватель Джеймс Кук открыл Гавайские острова и назвал их Сандвичевы острова.
- 1825 — торжественно открылся Большой театр (новое здание).
- 1871 — в Версальском дворце под Парижем, по окончании проигранной французами Франко-прусской войны, провозглашено создание Германской империи.

### XX век
- 1908 — завершилась экспедиция Арсеньева 1907 года — вторая Сихотэ-Алиньская экспедиция Владимира Арсеньева.
- 1915 — Японская империя выдвинула Двадцать одно требование правительству Китайской республики
- 1918 — открылось первое и единственное заседание Всероссийского Учредительного собрания в Петрограде, завершившееся утром следующего дня.
- 1919
  - начало Парижской мирной конференции, одобрившей устав Лиги Наций.
  - Игнаций Ян Падеревский стал премьер-министром Польской Республики
- 1925 — вышел первый номер журнала «Новый мир»
- 1926 — в СССР на экраны вышел фильм Сергея Эйзенштейна «Броненосец „Потёмкин“».
- 1942 — Вторая мировая война: началась Вяземская воздушно-десантная операция.
- 1943 — Вторая мировая война: прорвана блокада Ленинграда.
- 1945 — Вторая мировая война: советская армия освободила Краков
- 1960 — осуществлён первый беспосадочный перелёт на самолёте Ил-18 Москва — Каир.
- 1963 — основана Главная редакция программ для детей Центрального телевидения (день рождения детского телевидения в России).
- 1974 — в СССР учреждены орден Трудовой Славы и медаль «Ветеран труда».
- 1976 — резня в Карантине в восточном Бейруте, более 1000 погибших
- 1983 — подписан указ о размещении ракет средней дальности «Першинг» в Западной и Центральной Европе, что привело к новому витку Холодной войны.
- 1988 — катастрофа Ил-18 под Чунцином, 108 погибших.

### XXI век
- 2002 — завершилась Гражданская война в Сьерра-Леоне.
- 2012 — Википедия на одни сутки закрыла доступ к своему англоязычному сайту в знак протеста против обсуждаемого в США законопроекта о борьбе с интернет-пиратством.
- 2019 — взрыв трубопровода в Тлауэлильпане (Мексика), 127 погибших
- 2023 — крушение вертолёта ГСЧС Украины в Броварах. В результате катастрофы погибло руководство МВД Украины: министр внутренних дел Денис Монастырский, его первый заместитель Евгений Енин и госсекретарь министерства Юрий Лубкович.

## Родились
См. также: Категория:Родившиеся 18 января

### До XIX века
- 366 — Флавий Валентиниан Галат (ум. 369), единственный сын римского императора Валента II.
- 1641 — Франсуа-Мишель Летелье, маркиз де Лувуа (ум. 1691), французский государственный деятель, военный министр при Людовике XIV.
- 1689 — Шарль Луи де Монтескьё (ум. 1755), французский писатель, правовед и философ.
- 1752:
  - Франческо Караччоло (ум. 1799), адмирал Неаполитанского королевства.
  - Александр Линдси (ум. 1825), британский генерал и губернатор Ямайки.
- 1795 — Анна Павловна (ум. 1865), дочь русского императора Павла I, супруга короля Нидерландов Виллема II.
- 1799 — Пётр Муханов (ум. 1854), русский литератор, историк, военный, декабрист.

### XIX век
- 1835 — Цезарь Кюи (ум. 1918), русский композитор, музыкальный критик, член «Могучей кучки».
- 1841 — Эмманюэль Шабрие (ум. 1894), французский композитор.
- 1849 — Эдмунд Бартон (ум. 1920), первый премьер-министр Австралии (1901—1903).
- 1857 — Макс Зеринг (ум. 1939), немецкий экономист и учёный-агроном.
- 1866 — Иван Ефремов (ум. 1945), российский политик и государственный деятель.
- 1867 — Рубен Дарио (наст. имя Феликс Рубен Гарсиа Сармьенто; ум. 1916), латиноамериканский испаноязычный поэт.
- 1873 — Хаим Нахман Бялик (ум. 1934), еврейский поэт и писатель-прозаик.
- 1872 — Иван Бубнов (ум. 1919), русский корабельный инженер, математик и механик.
- 1877 — Владимир Гардин (ум. 1965), русский советский режиссёр, сценарист и актёр, народный артист СССР.
- 1880 — Пауль Эренфест (ум. 1933), австрийский и нидерландский физик-теоретик.
- 1882 — Алан Александр Милн (ум. 1956), английский писатель, автор «Винни-Пуха».
- 1882 — Александра Экстер (ум. 1949), русско-французская художница-авангардистка, график, художница театра и кино, дизайнер.
- 1893 — Оскар Строк (ум. 1975), латвийский советский композитор, автор танго «Чёрные глаза», «Скажите, почему…», «Лунная рапсодия» и др.
- 1896 — Вилле Ритола (ум. 1982), финский бегун, 5-кратный олимпийский чемпион.
- 1897 — Василий Чекрыгин (погиб в 1922), русский живописец и график.
- 1898 — Александр Безыменский (ум. 1973), русский советский поэт, сценарист, журналист.
- 1899 — Семён Тимошенко (ум. 1958), советский кинорежиссёр, сценарист, актёр.
- 1900 — Иван Нечаев (ум. 1963), оперный певец, педагог, заслуженный артист РСФСР.

### XX век
- 1901 — Иван Петровский (ум. 1973), советский математик, ректор МГУ (1951—1973), академик АН СССР.
- 1903 — Александр Филин (расстрелян в 1942), советский лётчик-испытатель, генерал-майор авиации.
- 1904 — Борис Бабочкин (ум. 1975), актёр и режиссёр театра и кино, народный артист СССР.
- 1904 — Кэри Грант (при рожд. Арчибалд Александер Лич; ум. 1986), англо-американский актёр, лауреат премии «Оскар».
- 1914 — Никола де Сталь (покончил с собой в 1955), французский художник российского происхождения.
- 1915 — Борис Раушенбах (ум. 2001), физик-механик, академик, один из основоположников советской космонавтики.
- 1917 — Василий Мишин (ум. 2001), конструктор ракетно-космической техники, Герой Социалистического Труда, академик РАН.
- 1921 — Белдинг Хиббард Скрибнер (ум. 2003)
- 1925 — Жиль Делёз (ум. 1995), французский философ.
- 1928
  - Александр Гомельский (ум. 2005), советский баскетбольный тренер.
  - Францишек Печка (ум. 2022), польский актёр театра и кино.
- 1933 — Рэй Долби (ум. 2013), американский инженер, разработчик системы шумопонижения Dolby.
- 1937
  - Джон Хьюм (ум. 2020), лидер католической общины Северной Ирландии, лауреат Нобелевской премии мира (1998).
  - Юкио Эндо (ум. 2009), японский гимнаст, 5-кратный олимпийский чемпион.
- 1940
  - Александр Альметов (ум. 1992), советский хоккеист, олимпийский чемпион (1964), 4-кратный чемпион мира и Европы.
  - Педро Родригес (погиб в 1971), мексиканский автогонщик, пилот «Формулы-1».
- 1943
  - Владимир Федотов (ум. 2009), советский футболист, советский и российский футбольный тренер.
  - Пол Фримен, английский актёр.
  - Эл Фостер (ум. 2025), американский джазовый барабанщик, прославился высокой техникой игры и динамичными, экспансивными барабанными соло.
- 1944 — Григорий Аредаков, актёр театра и кино, народный артист РСФСР.
- 1945 — Хосе Луис Пералес, испанский певец и композитор.
- 1947 — Такэси Китано, японский кинорежиссёр, актёр, сценарист, писатель, телеведущий.
- 1950
  - Жиль Вильнёв (погиб в 1982), канадский автогонщик, вице-чемпион «Формулы-1».
  - Борис Невзоров (ум. 2022), советский и российский актёр театра и кино, кинорежиссёр, педагог, народный артист РФ.
- 1955
  - Кевин Костнер, американский актёр, обладатель премий «Оскар» (дважды), «Золотой глобус» и др. наград.
  - Фернандо Труэба, испанский кинорежиссёр, сценарист, продюсер и актёр.
- 1958 — Томас Кинкейд (ум. 2012), американский художник.
- 1960 — Марк Райлэнс, британский актёр, театральный режиссёр, сценарист, обладатель премий «Оскар», BAFTA и др.
- 1961
  - Марк Мессье, канадский хоккеист, 6-кратный обладатель Кубка Стэнли.
  - Михаил Шишкин, российский писатель.
- 1962 — Тамара Гвердцители, эстрадная певица, пианистка, композитор, народная артистка Грузии и России.
- 1965 — Карин Кнайсль, австрийский государственный деятель, дипломат, журналист и политик.
- 1971
  - Хосеп Гвардиола, испанский футболист, олимпийский чемпион (1992), тренер.
  - Джонатан Дэвис, американский музыкант, вокалист ню-метал-группы «Korn».
- 1973 — Криспиан Миллс, британский певец, автор песен и гитарист.
- 1977 — Дидье Динар, французский гандболист, двукратный олимпийский чемпион (2008, 2012).
- 1986
  - Валентина Семеренко, украинская биатлонистка, олимпийская чемпионка (2014), чемпионка мира (2015) и Европы.
  - Вита Семеренко, украинская биатлонистка, чемпионка Олимпийских игр (2014) и Европы, сестра-близнец Валентины.
- 1988 — Анжелика Кербер, немецко-польская теннисистка, бывшая первая ракетка мира, серебряный призёр Олимпиады (2016).
- 1992 — Матьё Февр, французский горнолыжник, трёхкратный чемпион мира.
- 1996
  - Сара Гилман, американская актриса театра, кино и телевидения.
  - Кайли Масс, канадская пловчиха, многократный призёр Олимпийских игр.
  - Мигелон (Миге́ль Хуа́н Ла́мбрич), испанский футболист.
- 1998
  - Айтана Бонмати, испанская футболистка, чемпионка мира (2023).
  - Лисандро Мартинес, аргентинский футболист, чемпион мира (2022).

## Скончались
См. также: Категория:Умершие 18 января

### До XIX века
- 52 до н. э. — погиб Публий Клавдий Пульхр (р. 93 или 92 до н. э.), римский политический деятель, отец Клодии Пульхры, первый муж Фульвии; убит в стычке с вооружёнными рабами Милона Папиана на Аппиевой дороге.
- 1547 — Пьетро Бембо (р. 1470), итальянский кардинал, гуманист, учёный, поэт («Азоланские беседы» и др.).
- 1677 — Ян ван Рибеек (р. 1619), нидерландский колониальный администратор и мореход, основатель Кейптауна.
- 1782 — Джон Прингл (р. 1707), шотландский врач и физиолог, один из основоположников военной медицины.
- 1794 — Василий Зуев (р. 1754), русский учёный-биолог, путешественник, академик.

### XIX век
- 1803
  - Ипполит Богданович (р. 1744), русский поэт, переводчик.
  - Пьер Сильвен Марешаль (р. 1750), французский философ, писатель и политический деятель.
- 1855 — Андрей Шёгрен (р. 1794), русский филолог шведского происхождения, историк, археолог, топонимик и этнограф.
- 1862 — Джон Тайлер (р. 1790), десятый президент США (1841—1845).
- 1873 — Эдвард Бульвер-Литтон (р. 1803), английский писатель и политический деятель.
- 1877 — Мария Саксен-Веймар-Эйзенахская (р. 1808), принцесса Саксен-Веймар-Эйзенахская, внучка Павла I, в браке — принцесса Прусская.

### XX век
- 1906 — расстрелян Иван Бабушкин (р. 1873), российский революционер, большевик, корреспондент «Искры».
- 1912 — Герман Винкельман (р. 1849), немецкий оперный певец (тенор).
- 1932
  - Евгений Чириков (р. 1864), русский писатель, драматург и публицист.
  - Дмитрий Щербачёв (р. 1857), русский военачальник, генерал, участник Первой мировой войны и Белого движения.
- 1936 — Редьярд Киплинг (р. 1865), английский писатель, лауреат Нобелевской премии (1907).
- 1940 — Казимеж Пшерва-Тетмайер (р. 1865), польский поэт, прозаик, драматург.
- 1944 — Николай Самокиш (р. 1860), российский и советский художник-баталист.
- 1954 — Матвей Шкирятов (р. 1883), советский государственный и партийный деятель.
- 1956 — Константин Пятс (р. 1874), первый президент Эстонии (1938—1940).
- 1957 — Макино Томитаро (р. 1862), японский ботаник.
- 1966 — Гнат Юра (р. 1888), украинский театральный режиссёр, актёр театра и кино, народный артист СССР.
- 1979 — Валентин Зубков (р. 1923), советский киноактёр.
- 1987 — Ренато Гуттузо (р. 1911), итальянский живописец, график.
- 1995 — Адольф Фридрих Иоганн Бутенандт (р. 1903), немецкий биохимик, исследователь половых гормонов.
- 2000
  - Владимир Успенский (р. 1927), русский советский писатель.
  - Маргарете Шютте-Лихотски (р. 1897) австрийская женщина-архитектор.

### XXI век
- 2009 — Григоре Виеру (р. 1935), советский и молдавский поэт, автор текстов песен.
- 2010 — Владимир Карпов (р. 1922), русский советский писатель, публицист, общественный деятель, Герой Советского Союза.
- 2012 — Евгений Жариков (р. 1941), советский и российский киноактёр, народный артист РСФСР.
- 2016
  - Мишель Турнье (р. 1924), французский писатель, лауреат Гонкуровской премии (1970).
  - Гленн Фрай (р. 1948), американский музыкант, певец и автор песен, сооснователь рок-группы «Eagles».
- 2017
  - Питер Генри Абрахамс (р. 1919), южноафриканский писатель, противник режима апартеида.
  - Юдзи Идзири (р. 1935), японский и американский исследователь в области бухгалтерского учёта и экономики.
- 2021 — Любомир Кавалек (р. 1943), чехословацкий и американский шахматист, гроссмейстер.
- 2022
  - Андре Леон Телли (р. 1948), американский журналист в области моды.
  - Франсиско Хенто (р. 1933), испанский футболист, игрок мадридского «Реала», рекордсмен по числу побед в Кубке европейских чемпионов.
- 2023
  - Николай Досталь (р. 1946), советский и российский кинорежиссёр, сценарист и актёр, народный артист РФ.
  - Дэвид Кросби (р. 1941), американский гитарист, певец и автор песен.
  - погиб Денис Монастырский (р. 1980), министр внутренних дел Украины (2021—2023).

## Приметы
Крещенский вечер, Канун Богоявления, Голодная кутья, Второй Сочельник.
- «Если в этот день метель, снег или позёмка — быть урожаю», «Если снег погнёт сучья на деревьях, будет хороший урожай, пчёлы станут хорошо роиться», «Мало снега на ветвях деревьев— летом ни грибов, ни ягод не ищи», поэтому и народная благодарность «Спасибо, мороз, что снегу нанёс».
- Если в крещенский вечер звёзды блестят и горят, то старики предрекали плодородие ягнят, тогда они говорили: «Ярки звёзды породят белые ярки».
- Кроме того, если в этот день будет метель — то же самое будет и на Масленице, если сильные южные ветры — будет лето грозовое.
- Коли утром идёт снег, то урожай хлеба будет хороший.
- На Голодную кутью был снег — уродится гречка.
- Чистое небо в Крещенскую ночь, быть доброму урожаю гороха.
- Если на небосводе полный месяц на Крещенский сочельник — к большому разливу рек[7].
- Если много лают собаки, то будет в лесу много дичи и зверя[8].